# Garisenda-toren
De Garisenda-toren (Italiaans: Torre della Garisenda) is een 48 meter hoge scheefstaande toren uit de twaalfde eeuw in het Italiaanse Bologna. Hoewel hij in de schaduw staat van de Asinelli-toren, die 97 meter hoog is en overigens ook enigszins uit het lood staat, geniet La Garisenda mede bekendheid dankzij geschriften als De goddelijke komedie van Dante Alighieri en teksten van Goethe en Dickens. De twee torens (Italiaans: Le due torri) zijn thans de beroemdste van de vele torens van Bologna die de stad ooit rijk was en vormen tezamen een karakteristiek oriëntatiepunt.

## Beschrijving
De bouwwijze van de Garisenda is karakteristiek voor de middeleeuwse torens in Bologna: op een vierkant oppervlak met fundering van grote blokken seleniet zijn breuksteengevels opgetrokken bestaande uit een dun buitenblad en een dun binnenblad, ertussen opgevuld met puin. De fundering van La Garisenda meet 7 bij 7 meter. De toren was oorspronkelijk ca. 60 meter hoog, maar werd halverwege de 14e eeuw tot 47 meter ingekort door toenemende instabiliteit. Anno 2022 was de scheefstand 4 graden; het gebouw stond toen 3,22 meter uit het lood.

## Geschiedenis
La Garisenda en de Asinelli-toren werden in dezelfde periode gebouwd. naar verluidt zouden zij het product zijn van een machtsstrijd tussen de respectievelijke families Garisenda en Asinelli. De bouw van de toen 60 meter lange Garisenda werd omstreeks 1110 voor militaire doeleinden afgerond.
Door grondverzakking is de toren tussen de twaalfde en veertiende eeuw uit het lood geraakt. Door het groeiende gevaar dat met de toenemende scheefstand kwam, werd de toren in de veertiende eeuw tot zijn huidige lengte ingekort. Verder toenemende instabiliteit en daaruitvolgend stortingsgevaar leidden ertoe dat in 2023 de directe omgeving van dit middeleeuwse monument uit veiligheidsoverwegingen voor het publiek werd afgesloten en het verkeer moest worden omgeleid.